# Baldwin (Geórgia)
Baldwin é uma cidade localizada no estado americano de Geórgia, no Condado de Banks e Condado de Habersham.

## Demografia
Segundo o censo americano de 2000, a sua população era de 2425 habitantes.
Em 2006, foi estimada uma população de 2911, um aumento de 486 (20.0%).

## Geografia
De acordo com o United States Census Bureau tem uma área de
9,3 km², dos quais 9,3 km² cobertos por terra e 0,0 km² cobertos por água. Baldwin localiza-se a aproximadamente 292 m acima do nível do mar.

## Localidades na vizinhança
O diagrama seguinte representa as localidades num raio de 16 km ao redor de Baldwin.